# James Redfield
James Redfield (Birmingham, 19 marzo 1950) è uno scrittore statunitense.
È noto per aver scritto il libro La profezia di Celestino, libro che si focalizza su varie idee psicologiche e spirituali spesso considerate come tematiche New Age.
Passa la sua infanzia in una modesta tenuta agricola non lontano da Birmingham, in Alabama. Studia sociologia alla Auburn University, ed è particolarmente attratto dalle filosofie orientali.
Si guadagna un master e inizia a lavorare con gli adolescenti che avevano subito abusi infantili. La sua carriera dura circa 15 anni quando si accorge di aver sbagliato approccio e decide di compiere un tranquillo viaggio turistico in Perù. 
Al suo ritorno, probabilmente colpito dalla bellezza dei luoghi da lui visitati, scrive un romanzo d'azione filosofica e decide di investire tutti i suoi risparmi per stamparlo e distribuirlo nelle piccole librerie alternative. Esce nel 1993 in sole 3.000 copie e grazie al tam-tam dei lettori La profezia di Celestino diventa in poche settimane un bestseller vendendo oltre 100.000 copie. L'editore Warner ne acquista i diritti per 800.000 dollari. Fine febbraio 1994 la prima tiratura di 250.000 copie. In sole sei settimane escono nove ristampe... ed è in testa a tutte le classifiche americane. Ben presto il libro viene venduto all'estero e pubblicato in Germania, Inghilterra, Paesi Bassi, Svezia, Finlandia, Norvegia, Danimarca, Francia, Spagna, Portogallo, Giappone, Brasile, Messico, Argentina, Australia, Nuova Zelanda, Grecia, Corea, Israele, Polonia e in Italia.
Vive e lavora nel sud degli Stati Uniti.
Dopo il successo di La profezia di Celestino e La decima illuminazione ha pubblicato anche Guida alla profezia di Celestino, Guida alla decima illuminazione e, successivamente, La visione di Celestino e Il segreto di Shambhala (ripubblicato, in seguito, con il titolo L'undicesima illuminazione). Viaggia molto, anche in Italia e a Rimini viene premiato dal Senato italiano. Riceve altri premi dall'International New Thought Alliance e dal Wisdom Media Group per i suoi continui sforzi per rendere migliore la condizione umana.
Nel novembre 2004 è uscita un'edizione speciale che riunisce in un unico volume La profezia di Celestino e la Guida alla profezia di Celestino e a natale 2006 l'edizione illustrata della Profezia di Celestino.
Nel 2011 esce il libro (di quella che è di fatto la quadrilogia della Profezia di Celestino) dal titolo La dodicesima illuminazione.

## Opere
- La profezia di Celestino, Corbaccio, 1994, traduzione di Alessandra De Vizzi ISBN 8879721046
- La decima illuminazione, Corbaccio
- James Redfield, Carol Adrienne, Guida alla Profezia di Celestino, Milano, Corbaccio, 1995, ISBN 88-7972-172-0.
- Guida alla decima illuminazione, Corbaccio
- La visione di Celestino, Corbaccio
- Il segreto di Shambhala, Corbaccio (ripubblicato, in seguito, con il titolo L'undicesima illuminazione)
- La dodicesima illuminazione, Corbaccio